# Argentera (Tarragona)
Argentera (oficialmente en catalán L'Argentera) es un municipio y localidad española de la provincia de Tarragona, en la comunidad autónoma de Cataluña. El término municipal, ubicado en la comarca del Bajo Campo, tiene una población de 129 habitantes (INE 2024).

## Historia
Desde su fundación, Argentera formó parte de las tierras del valle de Porrera, cedidas por Alfonso el Casto a Pere de Dèu en 1180. En el documento de cesión aparece el nombre de illas Argenteras. Sin embargo, el monasterio San Vicente de Pedrabona en el Garraf tenía también derechos sobre las tierras, lo que provocó conflictos entre ambas partes. En 1203 se firmó un acuerdo; de Dèu cedió sus derechos quedando el cenobio como propietario de las tierras hasta 1263 cuando traspasó los derechos señoriales a la Cartuja de Escaladei.
Durante el siglo XIII Argentera formaba parte de la baronía de Escornalbou, vinculada con la iglesia, y en 1339 entraba a formar parte de la Comuna del Campo. En 1348, Sancho López, arzobispo de Tarragona y barón de Escornalbou, contrató a Berenguer Pedrissa para que realizara la explotación de las minas de plomo y plata de la zona de Puig Rodó. Las minas fueron explotadas durante más de cincuenta años. La baronía de Escornalbou fue disuelta en 1811 aunque durante casi todo el siglo XVIII la iglesia siguió manteniéndose como dueña de las tierras.
A mediados del siglo XIX, el lugar tenía contabilizada una población de 315 habitantes. La localidad aparece descrita en el segundo volumen del Diccionario geográfico-estadístico-histórico de España y sus posesiones de Ultramar de Pascual Madoz de la siguiente manera: 

ARGENTERA: l. con ayunt. de la prov., adm. de rent. y dióc. de Tarragona (6 leg.), part. jud. de Falset (2 1/4), aud. terr. y c. g. de Barcelona (18): sit. entre las sierras del Priorato á la parte del E., al pie de la llamada del Campo, y á la márg. izq. de un arroyo que se desprende de las mismas, goza de buena ventilacion y saludable clima: tiene 70 casas de ordinaria construccion, pero con las comodidades necesarias; y 1 igl. parr. servida por 1 cura, cuya plaza se provee por oposicion en concurso general: confina el térm. por el N. con el de Padral, á 1/2 hora, por el E. con el de Dozaguas á 1/4, por el S. con los del conv. de Escornalbou, Manso de la Trilla y Vilanova de Escornalbou, estendiéndose en esta direccion, parte á 1/2 hora y parte 1/4, y por el O. con el Coll de Jou á 1/2 hora: en él se encuentra 1 fuente llamada del Ferro, cuyas aguas frías y ferruginosas son muy recomendadas por los médicos del campo de Tarragona, y producen saludables efectos en algunas afecciones: el terreno es todo montañoso, cubierto de peñascales, entre los que crecen robustos pinos y encinas, y se da bien el viñedo, los arbustos y otras plantas bajas que proporcionan pasto a los ganados, y el combustible necesario para el consumo: en la parte de los valles y faldas de las sierras, que admilen el cultivo y pueden beneficiarse con los muchos arroyuelos que corren; es bastante fértil: hay en labor 300 jornales de tierra; 50 de 1.ª calidad, 10 de 2.ª y 150 de 3.ª: prod. vino, avellanas, trigo, cebada, legumbres, hortalizas y fruta; hay muchas minas de plomo y algunas muy ant., pero todas poco abundantes: la ind. está reducida á 1 molino harinero, y el comercio á la esportacion del vino: pobl. 77 vec., 315 alm.: cap. prod. 1.215,846 rs. imp. 39.592.
(Madoz, 1845, p. 547)

Hoy día pertenece al municipio de Vilanova de Meyá. En 2022, tenía empadronados 17 habitantes.
En octubre de 1883 se inició la construcción del túnel ferroviario, conocido como túnel de la Torreta, de más de 4 km de largo. Fue el más largo de la península ibérica hasta 1957. El ingeniero encargado de la obra, Eduardo Maristany Gibert, recibió de manos de Alfonso XIII el título de marqués de Argentera en 1918.

## Símbolos
A principios de 2009, el escudo de este municipio no ha sido normalizado ni oficializado por la Generalidad de Cataluña.
El ayuntamiento utiliza como símbolo un sello redondo con un círculo en su interior con la palabra ARGENTERA rodeando un sagrado corazón cargado con un roel con una cruz patada alisada y redondeada.

## Geografía humana

### Demografía
Cuenta con una población de 129 habitantes (INE 2024).
| Gráfica de evolución demográfica de Argentera entre 1842 y 2021 |
| |
| Población de derecho según los censos de población del INE Población de hecho según los censos de población del INEEn estos censos se denominaba Argentera: 1842, 1857, 1860, 1877, 1887, 1897, 1900, 1910, 1920, 1930, 1940, 1950, 1960, 1970 y 1981 |

### Economía
La principal actividad económica del municipio es la agricultura. Destacan los cultivos de avellanos, olivos y viñas, Cuenta con una cooperativa agrícola desde 1965.

## Cultura
La iglesia parroquial está dedicada a San Bartolomé. Su construcción se inició en 1751 en el lugar en el que se encontraba un antiguo templo románico. Su fachada es de estilo barroco sencillo y de los retablos de su interior sólo se conserva uno dedicado al santo, ya que los demás fueron destruidos en 1936.
Eduardo Toda restuaró partes del municipio mientras realizaba reformas en Escornalbou. A él se deben la restauración de la Casa Cabrer, con dovelas de piedra rojiza, así como la construcción del nuevo cementerio. En 1950 el pueblo le dedicó un monumento, obra del escultor Modest Gené.
Argentera celebra su fiesta mayor el 24 de agosto.